# I pilastri della Terra
I pilastri della Terra (The Pillars of the Earth) è un romanzo storico pubblicato nel 1989 dallo scrittore britannico Ken Follett che racconta la costruzione di una cattedrale a Kingsbridge, in Inghilterra (località immaginaria nel Wiltshire). Ambientato nel XII secolo - precisamente tra il 1120 e il 1174 - copre il periodo dall'affondamento della Nave Bianca (la nave in cui morì l'erede al trono inglese) fino all'assassinio dell'arcivescovo di Canterbury Thomas Becket (descritto da T. S. Eliot nel suo dramma teatrale del 1935 Assassinio nella cattedrale), ma concentrandosi in particolare sul periodo dell'Anarchia. Il libro traccia lo sviluppo dell'Architettura gotica, il suo affrancamento da quella Romanica, e le fortune del priorato di Kingsbridge e del villaggio.
Sullo sfondo degli avvenimenti storici dell'epoca si snodano le avventure di personaggi verosimili e viene illustrato con efficacia e realismo lo scontro in atto nel medioevo tra la nobiltà, arroccata a difesa dei propri privilegi, e la nascente borghesia mercantile, che si stava sviluppando nelle città e che tentava di emanciparsi dagli arcaici fardelli del feudalesimo.
L'opera, considerata il capolavoro di Follett, ha venduto oltre 14 milioni di copie in tutto il mondo (1,3 milioni in Italia). 
L'autore ha pubblicato tre sequel (Mondo senza fine nel 2007, La colonna di fuoco nel 2017, Le armi della luce nel 2023) e un prequel (Fu sera e fu mattina nel 2020). La Serie di Kingsbridge è quindi costituita da cinque volumi, che coprono un periodo storico che va dal 997 al 1824.
Anche Ellis Peters ha ambientato le celebri indagini del suo Fratello Cadfael negli stessi anni del Medioevo inglese.

## Trama

### Prologo (1123)
(Ken Follett, I pilastri della terra, traduzione di Roberta Rambelli, Mondadori)
Nella cittadina di Kingsbridge viene messo a morte per impiccagione un trovatore francese, Jack. Il popolo viene invitato ad assistere all'evento e, come una festa di piazza, tutti si portano nel centro del paese dove il boia ha allestito il palco dell'esecuzione. Tra la folla una donna alza la sua voce, maledicendo gli astanti, e primi fra tutti i tre uomini che, testimoniando al processo, hanno sentenziato la sua morte; un prete, un frate e un cavaliere. Dopodiché fugge, senza lasciare traccia.

### Parte prima (1135-1136)

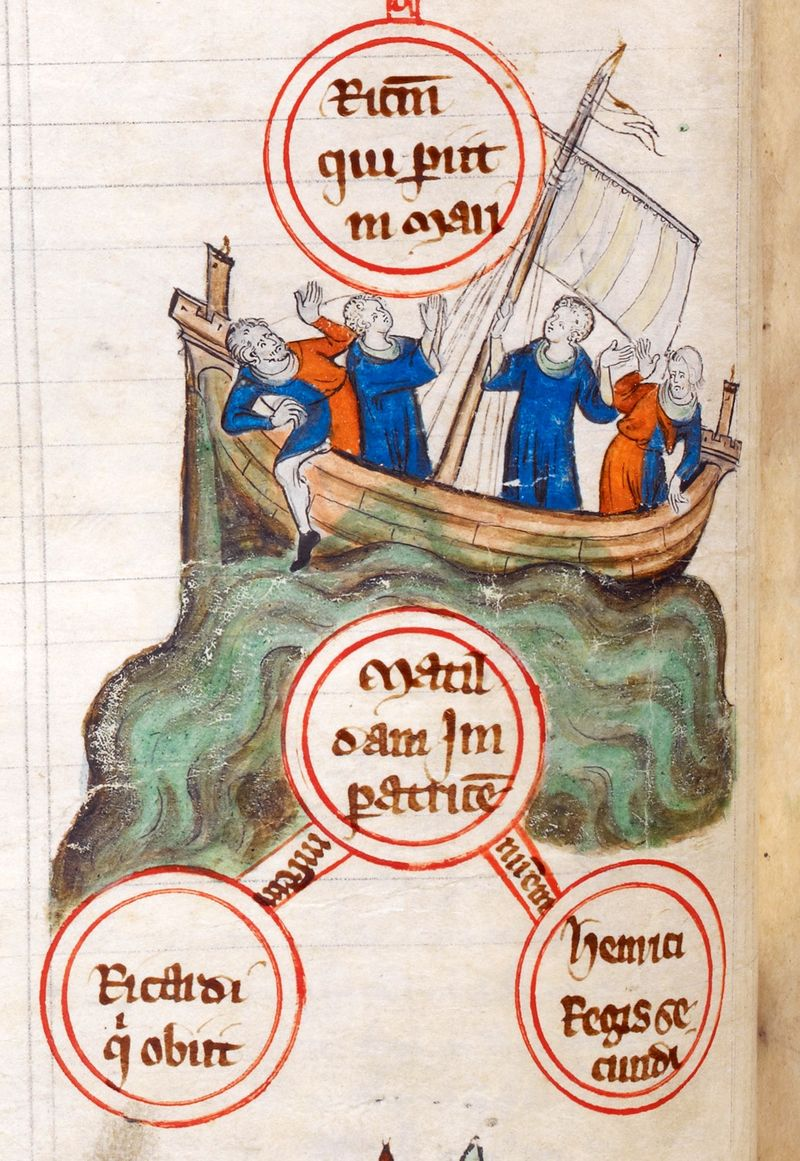
Il naufragio della Nave Bianca, miniatura del XII secolo

L'Inghilterra del XII secolo è in balia dell'anarchia politica; il re Enrico I è morto senza eredi maschi, dopo che l'unico figlio Guglielmo è annegato nel 1120 nell'affondamento della Nave Bianca in viaggio dalla Francia; l'unico discendente diretto è la figlia Matilde, non riconosciuta però dall'intera nobiltà del regno, che in parte vede nel nipote Stefano il legittimo erede al trono. Stefano è sostenuto dalla Chiesa, che lo incorona nuovo re, ma Matilde decide di attaccarlo, alleandosi con il marito Goffredo, Robert di Gloucester e Bartholomew, conte di Shiring.
Mentre la nobiltà si preoccupa dell'assetto di potere dell'Inghilterra, svuota i propri forzieri ed aumenta le tasse per permettere ai due eserciti contrapposti di affrontarsi, il popolo vive alla giornata, preparandosi ad affrontare il duro inverno alle porte. Tom è un uomo del popolo, un mastro costruttore dalla grande abilità e con il sogno di realizzare una propria cattedrale, che viaggia in cerca di lavoro in compagnia della moglie, Agnes, prossima a partorire, e dei due figli, il maggiore Alfred e la piccola Martha.
Durante il loro peregrinare la famiglia si imbatte in una donna particolare, Ellen, accompagnata dal figlio Jack, che vivono soli in una grotta nascosta nella foresta. Tom rimane molto colpito dalla donna, così diversa dalla moglie.

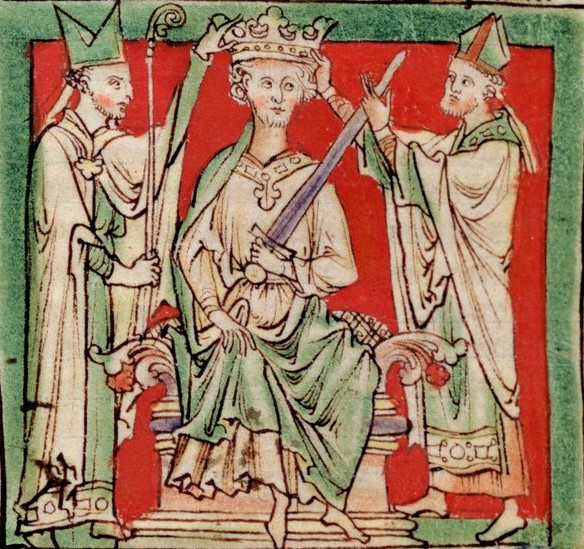
L'incoronazione di Stefano, raffigurazione del XIII secolo

Il tempo passa senza che Tom riesca a trovare un lavoro e un rifugio per la famiglia; quando arriva il momento del parto, sono nuovamente nella foresta di Kingsbridge, e qui Agnes dà alla luce un bambino, ma lei non sopravvive. Tom, affranto dal dolore, deve prendere subito una decisione cruciale per la sopravvivenza dei figli maggiori, Alfred e Martha; essendo impossibilitato a nutrirlo, abbandona il neonato sulla tomba della moglie. Il bambino viene però salvato da un frate e portato in un convento.
Pentitosi dell'abbandono, Tom torna con i due figli a cercare il bimbo e incontra nuovamente Ellen, che lo informa della sua sorte. L'attrazione tra la donna e il costruttore esplode improvvisa e decidono così di formare un'unica famiglia, riuscendo anche ad ottenere un posto di lavoro e un alloggio presso il priorato di Kingsbridge, grazie anche al fatto che nel frattempo è stato eletto un nuovo priore, il buon Philip, il quale, da uomo deciso quale è, intende far rifiorire il priorato e ristrutturare la vecchia cattedrale semidiroccata, specialmente dopo che Jack (il figlio di Ellen) ha appiccato un incendio di nascosto allo scopo di garantire a Tom un lavoro per poter vivere in serenità ancora un po' di anni.
Tom è rinfrancato nello scoprire che il figlio non è morto e che i frati si occupano della sua crescita, tuttavia i numerosi litigi tra il figlio di Ellen, Jack, e il primogenito di Tom, Alfred, e la scandalosa informazione, diffusa rapidamente tra i frati del convento, che Ellen e Tom hanno rapporti sessuali senza che siano sposati, oltre al sospetto che lei sia una strega, portano ben presto alla separazione tra il costruttore e la donna, stanca delle costanti aggressioni subite da suo figlio, che lei ama moltissimo, essendo l'unica cosa che le è rimasta del marito. Tom è riuscito però a strapparle la promessa di un possibile ritorno in futuro.

### Parte seconda (1136-1137)
Approfittando del clima torbido dovuto alla guerra civile, la famiglia Hamleigh è riuscita a catturare il conte Bartholomew di Shiring che appoggiava la regina Matilde e a consegnarlo al re Stefano, ormai al potere, proponendosi come nuovi conti.
Il feroce William Hamleigh, ancora furente per essere stato rifiutato da Aliena, figlia di Bartholomew, la violenta nel castello di Shiring sotto gli occhi del fratello di lei, Richard. Nella notte però i ragazzi riescono a fuggire e, dopo numerose peripezie, arrivano a Winchester dove è imprigionato il padre morente, il quale li invita a giurare che dedicheranno la loro vita a reimpossessarsi del titolo e della contea perduti. I due, grazie all'aiuto del priore Philip, si stabiliscono a Kingsbridge dove Aliena diviene in breve tempo una delle maggiori commercianti di lana, attività che le permette di acquistare un cavallo e l'armamento necessari per far diventare il fratello Richard uno scudiero, primo passo per ottenere il titolo di cavaliere e aspirare a quello di conte.
Anche per Tom le cose sono decisamente migliorate: è riuscito a convincere Philip ad edificare una nuova cattedrale, ben più ampia della chiesa precedente: la grandiosa opera è resa possibile dal deciso miglioramento delle finanze del priorato che è rifiorito sotto la guida di Philip, e ora Tom si trova a dirigere centinaia di muratori, carpentieri e tagliapietre, e può dar prova del suo talento; in più, Ellen è tornata a vivere con lui, e ora abitano felicemente in una casa fuori dalla cerchia del priorato, non potendo vivere all'interno di essa in quanto non sposati.

### Parte terza (1140-1142)

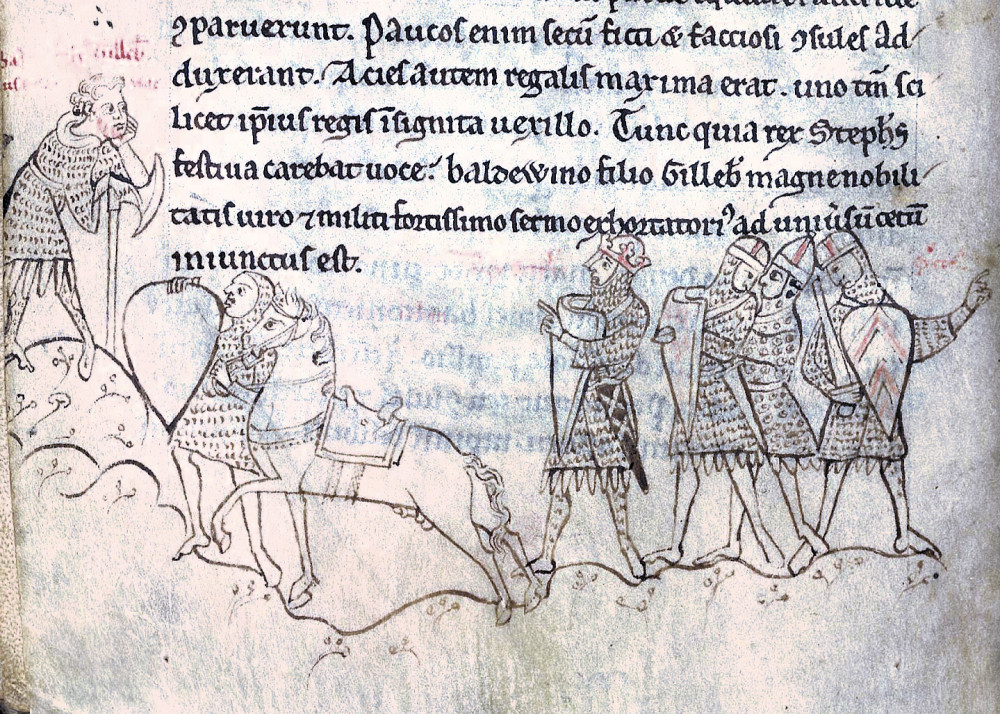
Un'illustrazione della battaglia di Lincoln

La guerra civile tra il re Stefano e la regina Matilde attraversa un momento di stasi; l'esercito del re è acquartierato nella città di Lincoln, e sia William Hamleigh che Richard, entrambi decisi a diventare conti di Shiring, fanno parte dell'esercito reale. Quando giunge la notizia che il padre di William è morto, il re gli accorda un congedo e gli comunica che deciderà in seguito come intende risolvere la questione della successione nella contea, dando una speranza a Richard che si è fatto avanti e provocando la rabbia di William che pensava di essere automaticamente designato.
Tornato al castello ed accortosi che le finanze non sono floride, William decide di iniziare un'opera di controllo diretto e brutale sull'intera contea per spremere fino all'ultimo scellino i suoi contadini, fittavoli e servi della gleba. Nel corso delle sue ispezioni, William arriva a Kingsbridge e stenta a riconoscerla tanto è cambiata: decine e decine di nuove case si estendono attorno al priorato e la nuova cattedrale comincia a prendere forma secondo i progetti di Tom. Tuttavia il periodo di felicità per Kingsbridge dura ben poco: William e l'ambizioso vescovo Waleran decidono di vendicarsi del Priore Philip, boicottando la sua costruzione: il giovane, insieme a un piccolo esercito, assedia la cava di pietra della contea di Shiring, che legalmente apparteneva al defunto conte, ma, secondo un accordo stipulato con il re Stefano, i lavoratori della cattedrale ne avrebbero potuto usufruire liberamente. Nel cruento scontro che ne è derivato tutti i lavoratori sono costretti alla fuga, dopo molte perdite da entrambe le parti. Philip decide di prendere in mano la situazione e raggiunge re Stefano nella città di Lincoln per denunciare l'attacco di William. Nel frattempo le truppe della regina Matilde si sono avvicinate alla città e si preparano ad una battaglia campale; William ritorna in città proprio alla vigilia dello scontro, portando con sé cinquanta cavalieri e duecento fanti, truppe quanto mai opportune per il re Stefano. Nonostante ciò, la battaglia ha un esito disastroso per il re che viene sconfitto e arrestato. Philip e William riescono a fuggire indenni dallo scontro, decidendo di risolvere la questione della cava e della contea proprio con la nuova regina. Poco tempo dopo, però, in una nuova battaglia le truppe fedeli a Stefano sconfiggono quelle di Matilde e ne fanno prigioniero Roberto di Gloucester, fratellastro dell'imperatrice e suo braccio destro; uno scambio tra i due condottieri prigionieri determina un nuovo periodo di stallo.
Intanto Aliena è divenuta la più ricca mercante della città e ne controlla il commercio della lana e, pur avendo ricevuto numerose proposte di matrimonio dai migliori partiti disponibili, li ha sempre rifiutati. Continua a vivere da sola, e il solo svago per lei è la lettura che si concede in una radura isolata nel bosco; qui un giorno incontra Jack, oramai divenuto un abile apprendista costruttore, e peraltro da sempre innamorato di lei. Aliena ne rimane colpita per la sua capacità di raccontare storie e per la conoscenza delle antiche saghe cavalleresche (che il giovane ha appreso dalla madre). I due iniziano a vedersi in modo frequente e pian piano anche Aliena si scopre irrimediabilmente innamorata di Jack. Tuttavia, a causa di un ennesimo litigio tra Jack e Alfred, che getta nello scompiglio il lavoro alla cattedrale, il Priore Philip decide di dividere i due giovani in modo da evitare ulteriori guai al lavoro. Jack è allontanato definitivamente dal cantiere e, nello sconforto per non poter più lavorare alle sculture della cattedrale, cosa per cui scopre di avere un grande talento, prova a far cambiare idea al priore: l'unica possibilità per rimanere in città è quella di diventare sovrintendente dei lavori e aiutare a tenere la contabilità delle spese e delle materie prime, facendosi però frate.
Per recuperare ulteriore denaro per i lavori della cattedrale Philip ed Aliena organizzano una grande fiera della lana a Kingsbridge, ma questo desta il profondo rancore di William che teme di averne un danno economico. Il giorno della fiera arriva in città con un gruppo di armigeri a cavallo e incendia il mercato e buona parte delle case, uccidendo molte persone, tra cui Tom il costruttore.

### Parte quarta (1142-1145)
L'incendio della città e la morte di tante persone, tra cui Tom il costruttore, hanno gettato Philip in uno stato di prostrazione e sfiducia, vedendo in tali eventi il segno che il cielo non gradisce il suo impegno per lo sviluppo di Kingsbridge e l'edificazione della nuova cattedrale. Fortunatamente è Jack che prende in mano la situazione: fa seppellire i morti e dà il via alla ricostruzione della città; poco a poco Philip viene strappato all'apatia e riprende il suo ruolo con rinnovata fiducia e nomina Alfred, figlio di Tom, come nuovo mastro muratore del cantiere della cattedrale.

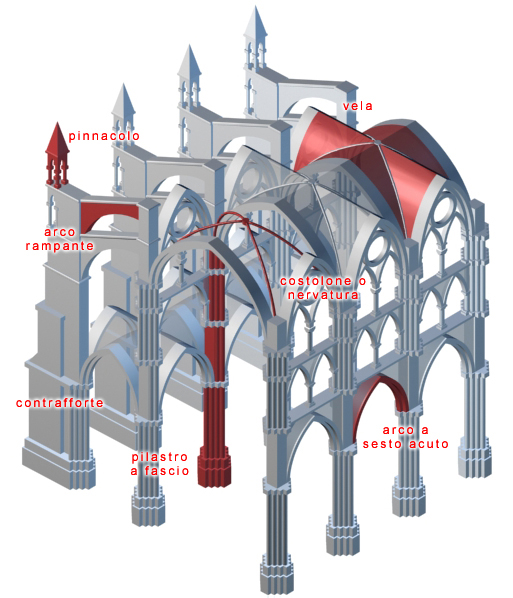
Architettura gotica

Aliena è stata la più colpita dall'incendio, avendo perso la casa, la lana e tutto il denaro investitovi; anche lei è quindi piombata in uno stato di apatia e di inazione, nonostante l'aiuto di alcuni cittadini, tra cui Alfred che le ha riedificato una casa. Alfred vorrebbe sposare Aliena che però è innamorata di Jack. Tuttavia la ragazza, ormai povera, non può più finanziare il fratello nel suo tentativo di riconquista della contea di Shiring e vede nel matrimonio con Alfred l'unica possibilità di tenere fede alla promessa fatta al padre Bartholomew. Alla fine decide quindi di accettare la proposta di Alfred, che essendo stato nominato mastro costruttore può garantirle un sostegno economico a Richard.
Nel frattempo Jack, in seguito a una furiosa lite con Alfred, era stato licenziato da Tom, e in cambio della permanenza a Kingsbridge ha accettato la proposta del priore Philip di diventare un novizio. Ma quando il giovane viene a sapere dell'imminente matrimonio di Aliena decide di lasciare il priorato. Prima di andarsene però riesce ad incontrare Aliena, la notte prima delle nozze, e scopre che in realtà la ragazza è ancora innamorata di lui ma è obbligata, dal giuramento fatto al padre, ad aiutare il fratello. Dopo una notte d'amore Jack parte disperato mentre Aliena si avvia alla cerimonia; qui avviene un grave incidente: Ellen, la madre di Jack, compare al termine della celebrazione e maledice il matrimonio e lo sposo, Alfred, predicendogli un futuro di impotenza e sterilità; quindi Ellen fugge rifugiandosi nella foresta.
La maledizione sembra trovare riscontro nella realtà: infatti Alfred non riesce ad avere rapporti con Aliena. L'autore però non specifica se si tratta di un effetto sovrannaturale o se è colpa di Aliena, che ancora pensa alla notte precedente trascorsa con Jack, o se semplicemente è un problema di Alfred. Sta di fatto che quest'ultimo risulta impotente e, infuriato, picchia Aliena e la obbliga a dormire ai piedi del letto come un cane. Dopo poco tempo Aliena scopre di essere incinta di Jack e, spaventata al pensiero di come la possa prendere il marito sapendo di non essere il padre, decide di tacere.

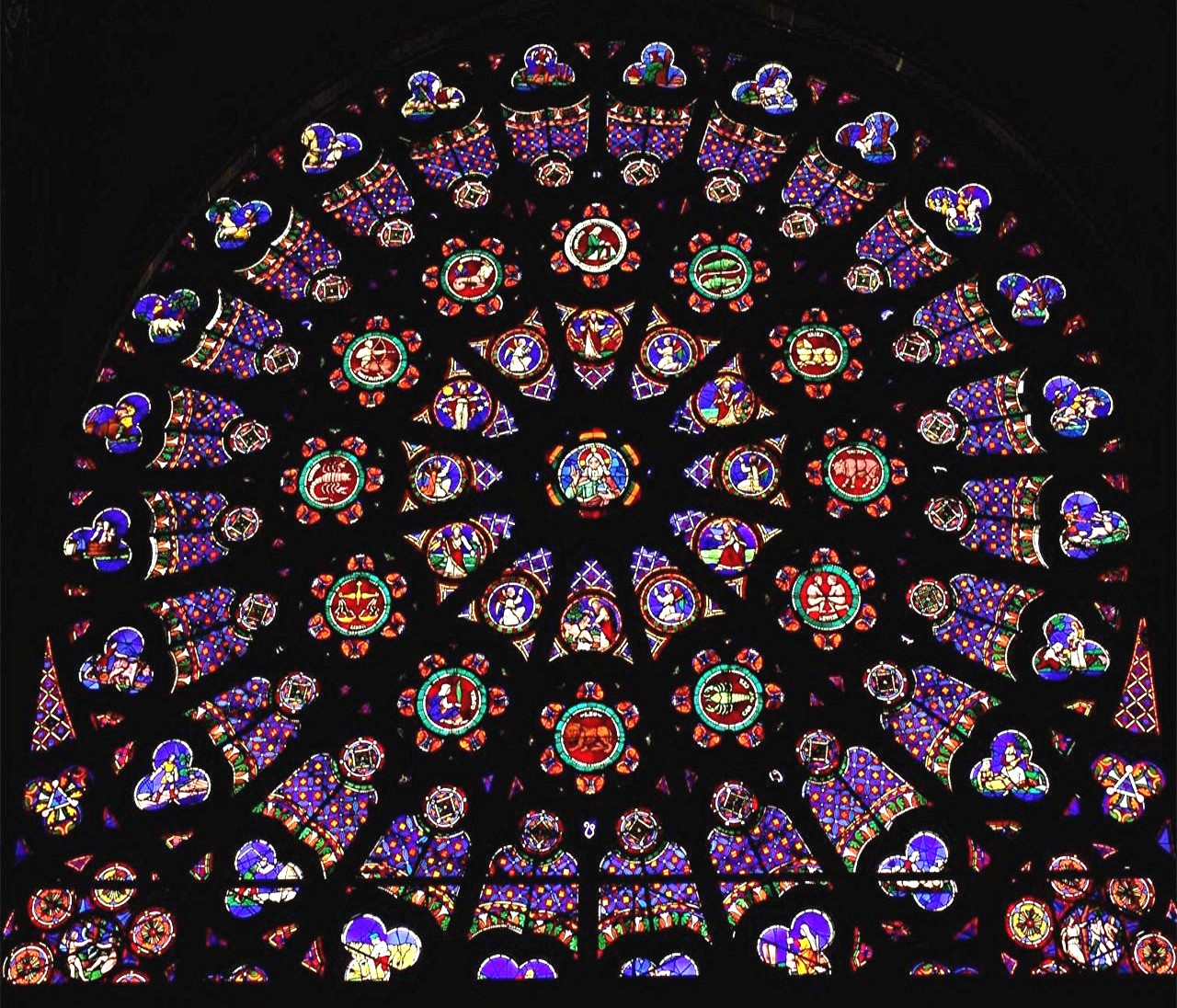
Rosone dell'Abbazia di Saint-Denis

Alcuni mesi dopo, il giorno di Pentecoste, una grande cerimonia segna la consacrazione della nuova abside, prima parte della nuova cattedrale portata a termine; vi partecipano le più illustri personalità tra cui il vescovo Waleran Bigod, che annuncia a sorpresa che il re Stefano ha deciso di nominare William come nuovo conte di Shiring. È un duro colpo per Aliena che vede sfumare sei anni di sacrificio, rinunce e dolore; ma non ha troppo tempo per affliggersi in quanto, improvvisamente, il nuovo soffitto della cattedrale crolla, seppellendo la maggior parte dei presenti; ed è qui che, semisepolta dalle macerie, Aliena partorisce il bambino.
La seconda disgrazia che colpisce la città nel giro di poco più di un anno sembra assestare un colpo mortale a Kingsbridge: gli affari ristagnano, molti abbandonano la città, i lavori della cattedrale sono sospesi e i muratori vanno a cercar lavoro altrove; il priore Philip è ripiombato nella depressione e nell'apatia; Alfred scaccia Aliena da casa sua accusandola di tradimento e lei trova rifugio da Martha, la figlia di Tom che vive nella casa che fu del padre. Un giorno riceve la visita di Ellen che la convince a risollevarsi e a partire alla ricerca di Jack; spronata dalle parole della donna e consapevole che solo il ricongiungersi con Jack può darle la felicità ma anche conscia dei rischi che un viaggio lungo e senza una meta precisa può comportare, Aliena parte con il suo bambino e, dopo aver seguito le sue tracce fino a Toledo, riesce a ritrovarlo a Saint-Denis, vicino a Parigi e a convincerlo a tornare a Kingsbridge.
Durante i suoi viaggi, Jack ha avuto modo di apprendere le nuove tecniche costruttive del primo stile gotico, in particolare lavorando all'Abbazia di Saint-Denis; inoltre, passando vario tempo a Toledo da un colto e curioso mercante di pepe saraceno, convertito al cristianesimo, legge e impara nozioni di geometria di Euclide, da riproporre nella sua cattedrale. Al momento di andarsene l'uomo gli regala la statua di una Madonna, detta Piangente perché, in certe condizioni atmosferiche, lacrima miracolosamente; facendo credere che si tratta di una statua miracolosa in ogni paese attraversato, Jack e Aliena riescono ad ottenere offerte, mettendo da parte una bella somma che intendono utilizzare per la ripresa dei lavori della cattedrale. Nasce così la leggenda della miracolosa vergine di Kingsbridge che attira in città folle di pellegrini. Durante il ritorno a Kingsbridge con Aliena e il figlioletto Tommy, rinominato così in onore di Tom il costruttore, Jack scopre importanti notizie sulla famiglia paterna e sul padre: costui, chiamato in francese Jacques e in inglese Jack, era un trovatore imbarcatosi nel 1120 sulla Nave Bianca insieme a importanti membri della casata reale inglese che doveva intrattenere con le sue poesie; una notte la Nave naufraga portando alla morte tutto l'equipaggio tranne Jack, che miracolosamente arriva in Inghilterra, facendo credere a tutta la famiglia che fosse morto insieme ai compagni di viaggio. In Inghilterra Jack conoscerà Ellen e verrà successivamente impiccato con delle accuse non ben definite, poco prima che nascesse il figlio.
Una volta tornato a Kingsbridge Jack scopre che Philip non può che accettarlo come nuovo mastro costruttore e lasciarlo libero di riprogettare secondo il nuovo stile la cattedrale; l'unica condizione posta dal priore è quella di non vivere con Aliena finché lei non otterrà l'annullamento del primo matrimonio, così da non incorrere nel reato di adulterio.

### Parte quinta (1152-1155)
Negli ultimi tre anni la carestia ha colpito l'Inghilterra meridionale e la popolazione ne soffre le conseguenze. La carestia prende piede soprattutto nella contea di Shiring, mal governata da William, che nel frattempo si è sposato con la giovanissima Elizabeth, costretta a subire le angherie e i tormenti del malvagio conte. A peggiorare la situazione, molti contadini affamati si sono dati al brigantaggio.
Aliena e Jack, pur avendo due figli ed essendo una coppia da diversi anni, non possono ancora vivere insieme poiché non è stato ancora possibile annullare il matrimonio con Alfred; questo crea delle forti tensioni tra i due. Jack ha terminato i transetti della cattedrale, che hanno suscitato grande stupore nei visitatori per la novità e l'arditezza, ma la congiuntura negativa ha fatto drasticamente diminuire le rendite del priorato che ha difficoltà a pagare i lavoratori i quali, in larga parte, hanno abbandonato il cantiere; per cui il completamento della cattedrale sembra destinato a slittare ancora di molti anni.
Richard, il fratello di Aliena, ha organizzato alcune bande di briganti e ha iniziato una lotta contro il conte William danneggiando la sua immagine, ma anche le sue ricchezze. La situazione politica è nuovamente incerta in quanto Enrico, figlio di Matilde, ha sfidato il re Stefano e i due eserciti si fronteggiano a Winchester; ma alla fine, invece di continuare a combattere, i due pretendenti decidono di avviare delle trattative e dopo lunghi negoziati giungono ad un accordo: Stefano resterà re fino alla morte, ma il suo successore sarà Enrico.
La notizia sgomenta Aliena e il fratello Richard, che, riconosciuto come legittimo conte da Enrico, non potrà ritornare in possesso della contea finché resterà Stefano. Per cui i due organizzano un complotto e con l'aiuto della contessa Elizabeth, che odia il marito, riescono a impadronirsi del castello. Finalmente Richard può fregiarsi del titolo di conte di Shiring. Alfred, rimasto senza lavoro, ritorna a Kingsbridge e aggredisce Aliena, che è ancora sua moglie. Per difenderla Richard lo uccide e William Hamleigh ottiene così da re Stefano il permesso di arrestare il giovane conte. Per evitare di finire in carcere, Richard, che del resto è sempre stato più interessato alla vita militare che alla gestione della contea, decide di partire per la Terra santa dove è in corso una crociata e affida la gestione del feudo ad Aliena la quale, ora che è vedova, può finalmente regolarizzare la sua unione con Jack.

### Parte sesta (1170-1174)

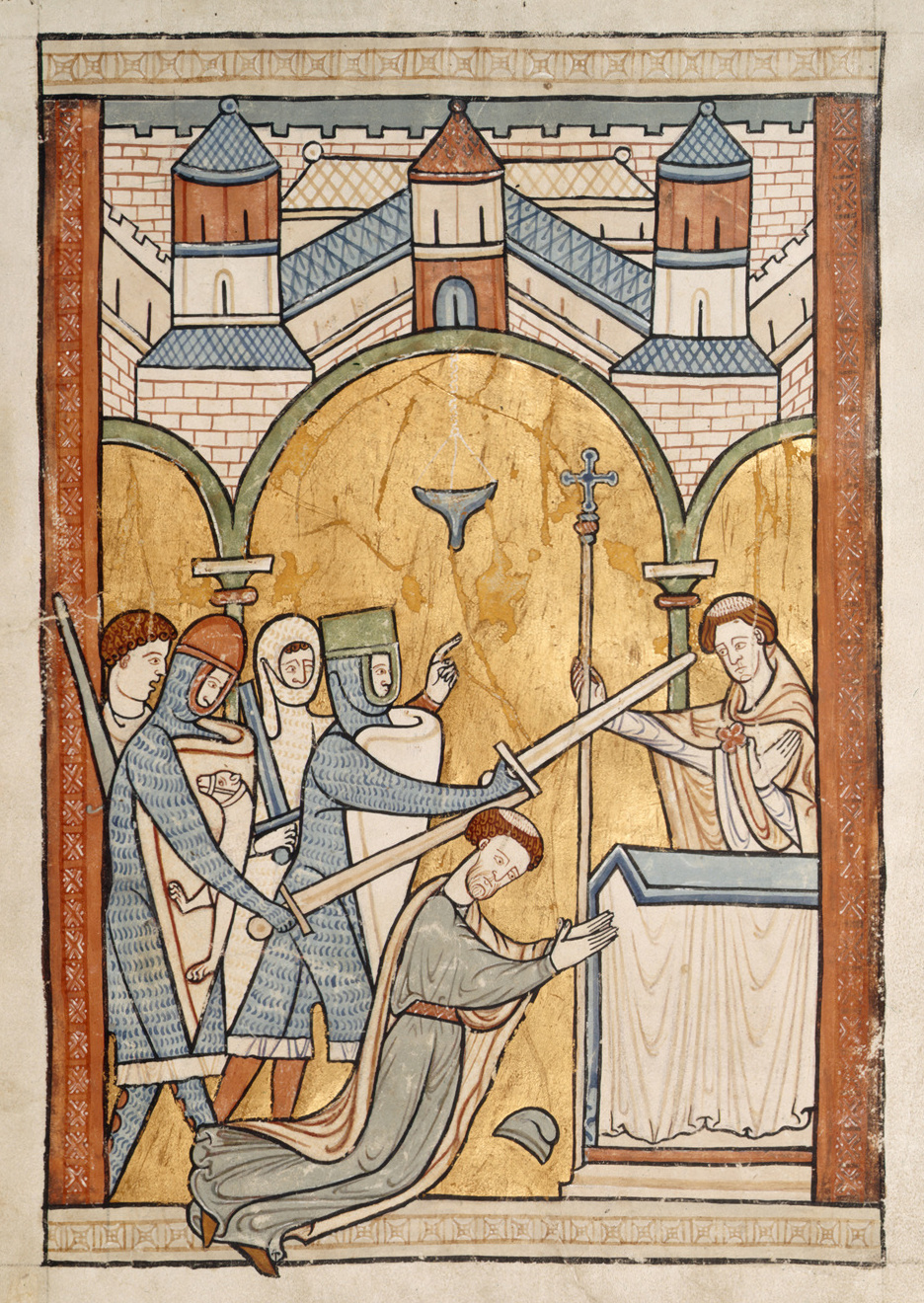
Miniatura del XIII secolo raffigurante l'assassinio di Thomas Becket

Ormai Kingsbridge è diventata una grande città che attira moltitudini di pellegrini soprattutto per la sua cattedrale, la più alta d'Inghilterra: l'antico sogno di Tom e Jack è divenuto realtà. Il giorno della consacrazione della cattedrale, William, divenuto sceriffo della contea, e il vescovo Waleran, in preda alla gelosia nel vedere il trionfo dei loro nemici, decidono di accusare il priore di fornicazione e nepotismo, poiché ha nominato Jonathan vicepriore, segno evidente, secondo i malvagi, che il trovatello doveva essere in realtà figlio di Philip. L'accusa, pur essendo palesemente infondata, rischia di costar cara a Philip: infatti come giudice è stato scelto un suo vecchio nemico, Peter di Waheram, frate del piccolo convento di cui Philip era priore quarant'anni prima. Fortunatamente durante il processo, grazie alle ricerche e alle testimonianze di Ellen, Jack e anche di un antico avversario di Philip, viene alla luce la verità e il priore decade quindi da ogni accusa. Jonathan si scopre infatti essere il figlio avuto da Tom il costruttore e Agnes, che era stato a suo tempo abbandonato nella foresta dopo la morte di parto della madre.
Intanto è in corso un grave scontro tra il re Enrico II (salito al trono nel 1154) e l'arcivescovo di Canterbury, Thomas Becket, che è dovuto restare in esilio per più di tre anni in Francia; ma anche dopo aver raggiunto un accordo il re è imbestialito dal comportamento del prelato e più volte ne ha auspicato la morte, cosicché un gruppo di nobili, tra cui William Hamleigh, organizza un complotto per eliminarlo; recatisi a Canterbury uccidono il vescovo all'interno della cattedrale. All'assassinio è presente anche Philip, che, portando in processione la spada assassina e le vesti intrise di sangue di Thomas, dà inizio a un movimento di protesta che si estenderà a tutta la cristianità. Il re d'Inghilterra vedrà in grave pericolo il proprio potere e si affretterà a condannare gli esecutori dell'omicidio: i quattro cavalieri francesi Reginald Fitzurse, Richard le Bret, William Tracy e Hugh di Morville, ma soprattutto William, che verrà impiccato. Philip, già divenuto vescovo di Kingsbridge, vede cadere in disgrazia Waleran Bigod, che, distrutto, accetterà di trascorrere il resto della sua vita come semplice frate nello stesso priorato.
In un incontro con Jack, l'ormai ex vescovo Waleran Bigod gli racconta il vero segreto della morte di suo padre. Il trovatore era imbarcato sulla Nave Bianca, ed essendo stato l'unico sopravvissuto al naufragio era anche l'unico a conoscere il vero motivo del naufragio stesso, ovvero l'affondamento doloso della nave deciso da un complotto di corte e perpetrato allo scopo di eliminare il discendente al trono d'Inghilterra. Una volta riuscito a raggiungere la terraferma il padre di Jack aveva confessato il segreto al suo confessore, che all'epoca era proprio Waleran, il quale, resosi conto della portata del segreto stesso lo aveva rivelato e aveva fatto in modo che il trovatore fosse accusato di furto ai danni del priorato e per questo arrestato e condannato a morte. La colpevolezza era stata confermata dalla testimonianza dello stesso prete, di un frate e di un cavaliere, all'epoca rispettivamente Waleran Bigod, il priore James (predecessore di Philip) e Percy Hamleigh, padre di William. Era proprio a loro che erano rivolte le maledizioni pronunciate da Ellen nel prologo.
Il libro si chiude con la cerimonia dell'umiliazione del re che a piedi nudi entra nella cattedrale di Canterbury confessando di essere stato l'istigatore involontario dell'assassinio di Thomas Becket. Nella cripta, dinanzi alla tomba del martire, il sovrano in ginocchio è costretto a chiedere perdono e ad essere fustigato in maniera simbolica da tutti i vescovi, preti e frati presenti. Per la prima volta si dimostra che il potere di un re non può essere assoluto e che la volontà di un popolo, sostenuto dall'autorità morale e spirituale della Chiesa, può limitarlo.

## Personaggi principali
- Tom il costruttore: architetto e muratore che sogna di costruire una cattedrale, morirà nel primo attacco di William Hamleigh a Kingsbridge; ha avuto due mogli: Agnes, e successivamente Ellen.
- Agnes: prima moglie di Tom, muore dopo aver dato alla luce Jonathan, il terzo figlio di Tom.
- Alfred: figlio primogenito di Tom, bravo muratore ma dal carattere invidioso e rancoroso, morirà in seguito ad uno scontro con Richard, che lo coglie sul fatto mentre cerca di stuprare Aliena (moglie con la quale non ha mai consumato il matrimonio).
- Martha: seconda figlia di Tom e Agnes; è un personaggio secondario, ma tra i suoi discendenti vi sono Edmund, grosso commerciante di lana, sua figlia Caris, il frate Godwyn e il priore Anthony, protagonisti del libro Mondo senza fine.
- Jonathan: terzo figlio di Tom e Agnes, abbandonato dal padre e cresciuto in monastero da Philip, diverrà priore di Kingsbridge.
- Priore Philip: monaco intraprendente e sinceramente animato da virtù cristiana, diventerà priore e poi vescovo di Kingsbridge.
- William Hamleigh: crudele e ambizioso signore locale, prima conte, poi sceriffo di Shiring; alla fine morirà impiccato sulla forca per aver preso parte all'uccisione dell'arcivescovo di Canterbury, destino preannunciato dalla maledizione di Ellen.
- Regan Hamleigh: madre di William Hamleigh, è astuta e meticolosa, se il figlio è la spada lei è la mente, o meglio la burattinaia, delle sue scelte; lo aiuta nell'ottenimento del feudo di Shiring nelle trattative fatte con il vescovo Waleran. Morirà a quasi sessant'anni per asfissia, probabilmente causata da un avvelenamento.
- Ellen: donna enigmatica, da molti considerata una strega per le sue stranezze, è madre di Jack e seconda moglie di Tom.
- Jack Jackson: figlio di Ellen e di un trovatore di origine francese, cresciuto nella foresta dalla madre, prenderà il posto del patrigno Tom nella costruzione della cattedrale e verrà soprannominato anche lui il costruttore.
- Aliena di Shiring: figlia del conte Bartholomew di Shiring (destituito per tradimento); richiesta come sposa da William Hamleigh e da numerosi altri pretendenti, s'innamora di Jack. Ma prima di sposarlo, sarà costretta ad accettare la proposta di matrimonio di Alfred per aiutare il fratello Richard a riottenere la contea di Shiring.
- Richard di Shiring: fratello minore di Aliena, appassionato di combattimenti, diventa infine nuovamente conte di Shiring; alla sua morte, in Terrasanta, il titolo passerà nelle mani di Thomas, il primo figlio di Aliena e di Jack.
- Waleran Bigod: vescovo di Kingsbridge, affamato di potere e senza scrupoli, alla fine cadrà in disgrazia.
- Thomas Becket: è il personaggio storico del romanzo, arcivescovo di Canterbury, verrà ucciso da William Hamleigh e da altri uomini del re Enrico II d'Inghilterra.

## Adattamento televisivo
Nel giugno 2009 sono iniziate le riprese della miniserie televisiva I pilastri della Terra, prodotta da Ridley Scott, che ripercorre le vicende del romanzo: le location scelte sono in Austria e Ungheria. La prima messa in onda è avvenuta nel luglio 2010 negli Stati Uniti e nell'ottobre dello stesso anno in Italia, con il doppiaggio de LaBibi.it.

## Gioco da tavolo
Nel 2006 il romanzo è stato adattato in un gioco da tavolo da Michael Rieneck e Stefan Stadler. Il gioco ha avuto un buon successo, vincendo anche il Deutscher Spiele Preis e il Juego del Año.

## Videogioco
La casa sviluppatrice di videogiochi tedesca Daedalic Entertainment, in tandem con la Bastei Lübbe AG, casa editrice tedesca che pubblica i libri di Ken Follett, ha annunciato nel 2014 lo sviluppo di un videogame basato sul romanzo. L'uscita del gioco è avvenuta nel 2017, in contemporanea con la pubblicazione di A Column of Fire, terzo libro della serie di Kingsbridge. Si tratta di un gioco d'avventura che è stato pubblicato per tutte le piattaforme più importanti (PC, Mac, Xbox One, PlayStation 4 e iOS). "Siamo consapevoli della grande responsabilità che ci prendiamo con questo progetto - ha affermato Carsten Fichtelmann, fondatore e amministratore delegato di Daedalic Entertainment - I pilastri della terra è uno dei libri più letti e venduti della storia della letteratura nel mondo, e ci sono milioni di persone che amano questo romanzo da molti anni. Soddisfare le loro alte aspettative sul nostro gioco è una grande sfida, ma noi vogliamo coglierla". Il titolo è stato reso disponibile il 15 agosto 2017.

## Edizioni italiane
- Ken Follett, I pilastri della Terra, traduzione di Roberta Rambelli, Collana Omnibus, Milano, Arnoldo Mondadori Editore, ottobre 1990. -